# Ginès Liron
Pour les articles homonymes, voir Liron.
Ginès Liron est un footballeur français né le 13 mars 1935 à Rive-de-Gier (Loire).
Il a principalement évolué comme avant-centre à Sochaux et Saint-Étienne.

## Palmarès

### En club
US Valenciennes Anzin :
- Finaliste de la Coupe Charles Drago en 1959

 AS Saint-Étienne :
- Vainqueur de la Coupe de France 1962
- Finaliste de la Coupe de France 1960

 FC Sochaux :
- Vainqueur de la Coupe Charles Drago en 1963 et 1964

### En sélection
Équipe de France militaire :
- Champion du Monde Militaire en 1957